# Antigonon leptopus
Antigonon leptopus Hook. & Arn. es una especie fanerógama perteneciente a la familia de las poligonáceas.

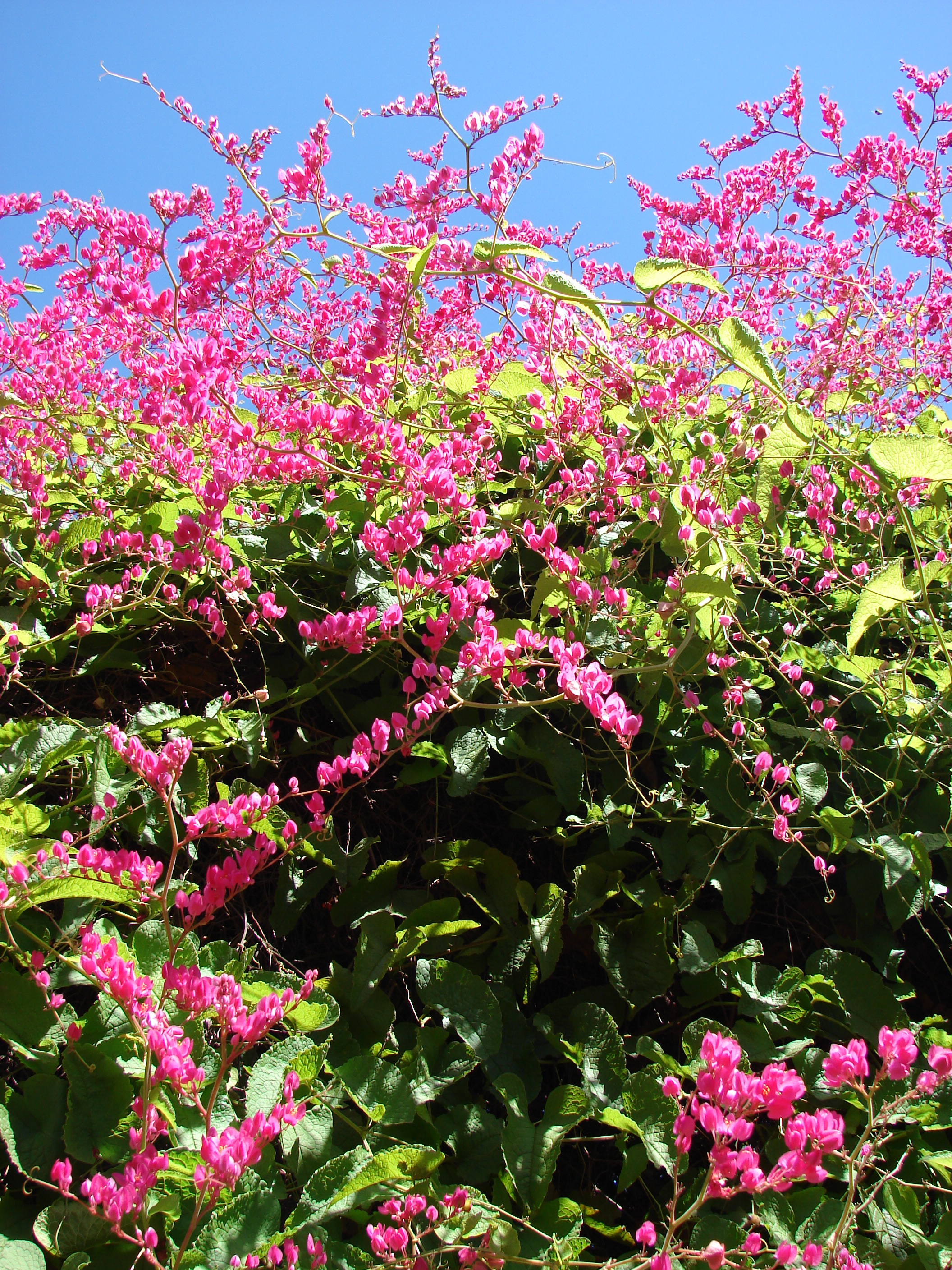
Vista general.

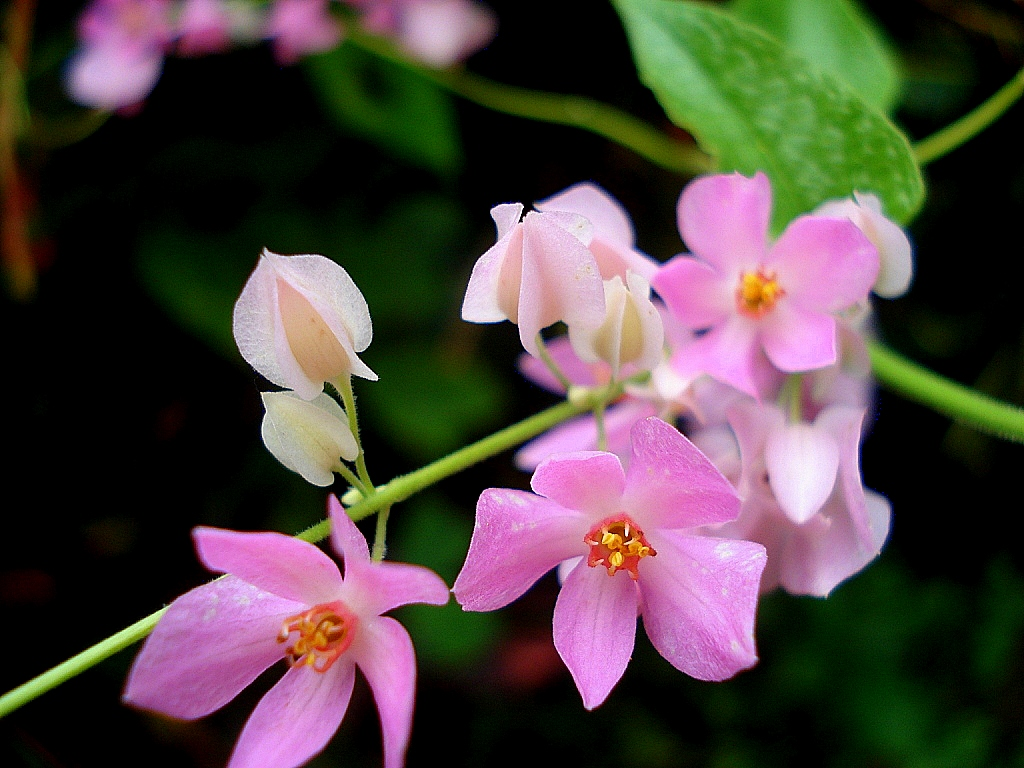
Flores, detalle.

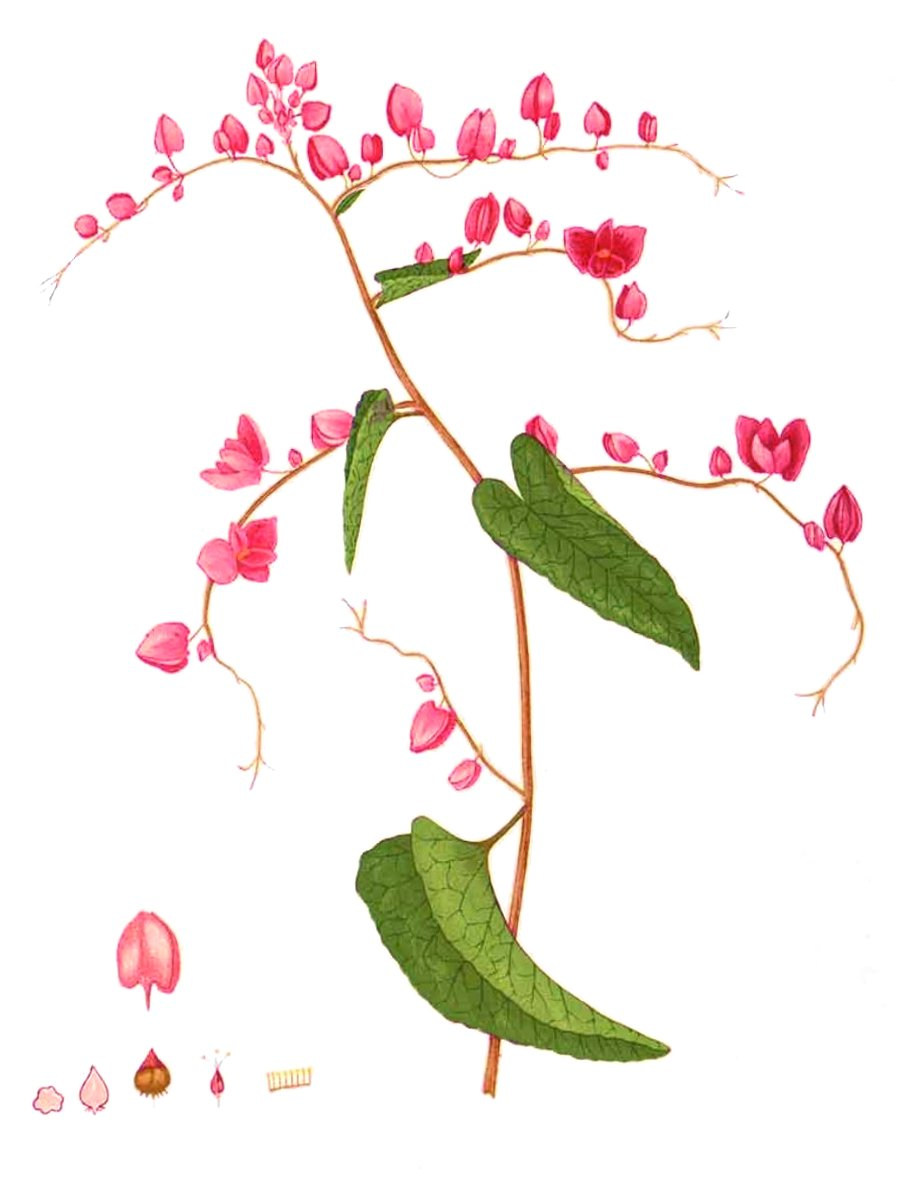
Ilustración

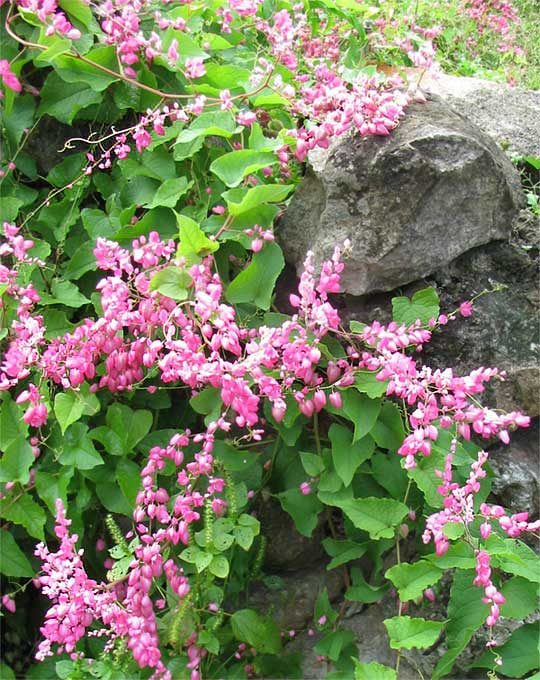
En su hábitat

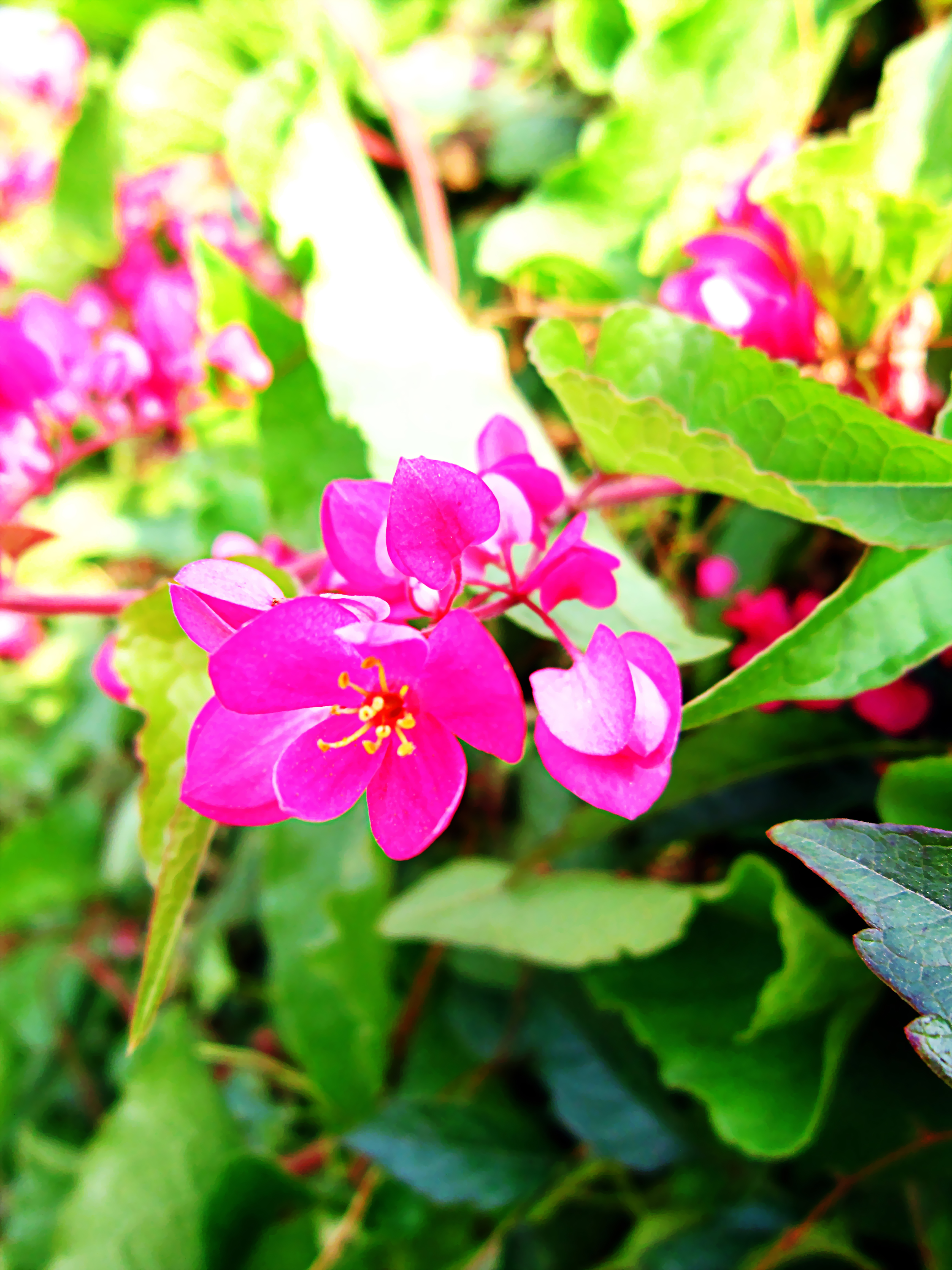
Flores

## Descripción
Es una planta trepadora, con zarcillos presentes en las terminaciones de las inflorescencias. Tiene las raíces tuberosas. Alcanza los  1-2 (-10) m de largo. El tallo con entrenudos de 1 a 10 cm de largo por 1 a 4 mm de grueso, con pelos esparcidos a densos; ócreas reducidas a una línea engrosada rodeando el tallo. Las hojas son alternas, espiraladas, simples; con pecíolo de 4 a 30 mm de largo por 0,5 a 1,5 mm de grosor; láminas ampliamente ovadas a sagitadas, de 4 a 12 cm de largo por 2,4 a 6 cm de ancho, con consistencia de papel, con pelos de color café, margen entero a ondulado, ápice agudo a acuminado, base subcordada a cordada, nervación pinnada. Las inflorescencias axilares y terminales racemosas, con las flores agrupadas y alternas, los racimos formando a su vez panículas de 12 a 20 cm de largo, con las ramas de la inflorescencia terminando en zarcillos, ocréolas lanceoladas de 1 a 3 mm de largo, con pelos simples muy cortos; pedicelos de 2 a 10 mm de largo, con pelos simples o multicelulares.
Las flores bisexuales; perianto con 5 segmentos, ovado-cordados de (4-) 6-12 mm de largo, rosado a rosado-rojos, los tres exteriores más anchos que los interiores, persistentes y acrescentes en el fruto; estambres 8, libres del perianto, insertos en la base del ovario, filamentos unidos en un tubo corto, filiformes, sin pelos, anteras introrsas (se abren hacia el interior de la flor), bitecas; ovario súpero ampliamente trígono, unicarpelar, unilocular; óvulo 1, basal; estilos 3; estigmas 3, peltados.  El fruto es un aquenio encerrado por el perianto, alargado, de color café, liso, lustroso, sin pelos; semilla 1, con tres ángulos, comprimida; embrión plano, erecto.

## Distribución y hábitat
Es nativa de México y Centroamérica. Ampliamente cultivada en las regiones cálidas del mundo. Planta ruderal que se encuentra en la selva baja caducifolia.

## Taxonomía
Antigonon leptopus fue descrita por William Jackson Hooker & George Arnott Walker Arnott y publicado en The Botany of Captain Beechey's Voyage 308–309, t. 69 en 1841[1838].
Sinonimia
- Antigonon cinerascens M.Martens & Galeotti
- Antigonon cordatum M. Martens & Galeotti
- Antigonon platypus Hook. & Arn.
- Corculum leptopus Stuntz
- Polygonum cirrhosum Moc. & Sessé ex Meisn. (sin resolver)[2]

## Nombre común
Confite (Guatemala); Coral (Honduras); Flor de San Diego (Oaxaca, Yucatán, Veracruz); enredadera de San Diego (Nuevo León, Oaxaca); rosa de mayo (Sinaloa); corona de reina (Tamaulipas); hierba de Santa Rosa (Morelos); San Miguelito (Sonora, Sinaloa); fulmina (Guerrero, Morelos); flor de San Miguel (Sonora); coronilla (Sinaloa). Martínez (1979) además menciona los siguientes nombres: cadena de amor, confite, corona, corona de la reina, coronela, jololito, paraguayita, rosa de mayo, San Diego, San Miguel, San Miguelito, La Flor del Coralillo y bellísima, Flor de Paty (Tlaquepaque).En Argentina y Paraguay se la llama picardía.